# Хелл (Кайманові острови)

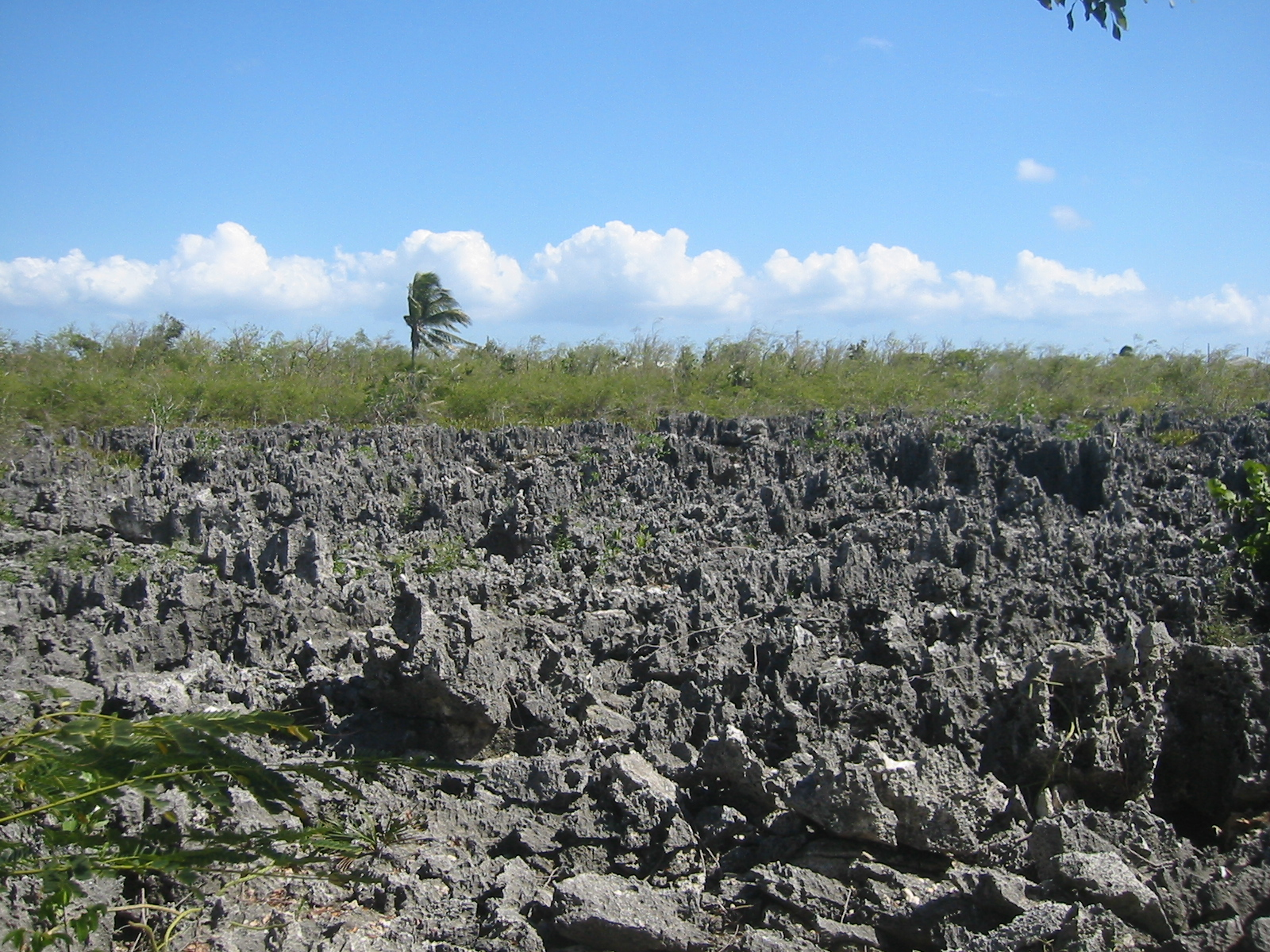
Формація Хелл

19°22′46″ пн. ш. 81°24′24″ зх. д. / 19.37935° пн. ш. 81.40678° зх. д.
Хелл (з англ. Hell — «пекло») — геологічна формація на острові Великий Кайман в архіпелазі Кайманові острови. Формація знаходиться за 13 км на північ від Джорджтауна, столиці Кайманових островів. Це численні вапнякові скелі зубчастої форми з чорного вапняку, що розкинулись на площі 2 тис. м².
Місцевий житель на ім'я Айвен Феррінгтон володіє єдиним в окрузі сувенірним магазинчиком. Він щодня зустрічає туристів в костюмі диявола — з рогами і вилами, лякаючи їх зловісним сміхом. У його крамниці можна придбати сувеніри з «Пекла» — майки, бейсболки, магніти, наклейки на автомобіль, чашки та інший посуд з інфернальною символікою. Особливою популярністю користуються футболки з написом: «Побував в Пеклі і повернувся живим».
Прохід на територію геологічної формації Хелл для туристів заборонений. Побачити вапнякові утворення можна тільки з оглядових майданчиків. Вхід безкоштовний.